# Ulotrichopus despoliata
Ulotrichopus despoliata là một loài bướm đêm trong họ Erebidae.